# Сверхскопление Резца
Сверхскопление Резца (англ. Caelum Supercluster) — может быть массивным сверхскоплением, имеющим размер 910 миллионов световых лет. Самое большое известное сверхскопление во вселенной. Оно имеет массу 2×1017 солнечных масс, в 1,7 раз больше масы Ланиакеи и Сверхскопления Часов. Его центр по координатам имеет прямое восхождение 04ч 43м и склонение −33° 30′.
Ближайшая часть сверхскопления находится на расстоянии 1,4 миллиарда световых лет от земли, а её дальний конец на расстоянии 2,31 миллиарда световых лет, видимо в созвездии Резца. Сверхскопление Резца имеет около 8300 групп галактик (50 000 больших галактик и 500 000 карликовых галактик).